# Dẻ ngựa
Aesculus hippocastanum là một loài thực vật có hoa trong họ Bồ hòn. Loài này được L. mô tả khoa học đầu tiên năm 1753.
Aesculus hippocastanum là loài bản địa từ một khu vực nhỏ trong rừng hỗn hợp núi Pindus và rừng hỗn giao Balkan ở Đông Nam Châu Âu. Tuy nhiên, loài này có thể được tìm thấy ở nhiều nơi ở châu Âu ở phía bắc như Gästrikland ở Thụy Điển, cũng như ở nhiều công viên và thành phố ở Hoa Kỳ và Canada.
Aesculus hippocastanum là một loài cây lớn, cao khoảng 39 mét với ngọn cây vòm của các nhánh chắc chắn. Hoa thường có màu trắng với một đốm màu vàng đến hồng ở gốc cánh hoa, nở vào mùa xuân trong những bông hoa thẳng đứng cao từ 10–30 cm với khoảng 20-50 hoa trên mỗi cánh hoa. Thông thường chỉ có 1–5 quả phát triển trên mỗi hoa.

## Đặc điểm sinh trưởng
Cây ưa sáng, chịu bóng nhẹ, thích khí hậu ấm ẩm, chịu lạnh tương đối, sợ khô nóng, phát triển tốt trong môi trường đất sâu, ẩm, màu mỡ và thoát nước tốt. Rễ sâu, sống lâu, khả năng nảy mầm yếu. 
Cây có khả năng thích nghi kém, phát triển kém trên đất cằn cỗi, ứ đọng, dễ bị cháy nắng dưới ánh nắng gay gắt.
Ở những nơi có điều kiện thích hợp mọc nhanh hơn nhưng cây non sinh trưởng chậm, thông thường cây con 4-6 tuổi cao khoảng 3m. Tốc độ tăng trưởng tăng nhanh sau 6-8 tuổi và chậm lại sau 25-30 tuổi.

## Thành phần hóa học
Coumarins (esculin, esculin) và coumarin glycoside (escin), saponin (escin), flavonoid (quercetin, rutin, kaempferol ), tannin (ngưng tụ và thủy phân), axit béo, sterol, allantoin.
Thành phần hoạt chất chính có trong hạt dẻ ngựa là Aescin, còn được gọi là Escin có tác dụng thúc đẩy lưu thông tĩnh mạch và máu quay trở lại tim. Aescin cũng có thể làm giảm sưng, viêm và đau, tăng sức bền thành mạch.

## Độc tính
Aescin có đặc tính tan máu và có thể gây buồn nôn, kích ứng đường tiêu hóa và trào ngược khi uống liều cao.

## Tương tác
Có thể cản trở sự liên kết thuốc với protein huyết tương.

## Các nghiên cứu về tác dụng
Một nghiên cứu của nhóm tác giả Andy Suter, Silvia Bommer, Jordan Rechner với đề tài "Điều trị bệnh suy giãn tĩnh mạch bằng chiết xuất hạt dẻ ngựa tươi dựa trên 5 nghiên cứu lâm sàng" cho thấy chiết xuất từ hạt dẻ ngựa có tác dụng giảm phù nề ở cẳng chân và giảm đau chân, nặng chân và ngứa ở chân.
Trong nghiên cứu so sánh với vớ nén,  Aescin đã cho kết quả, mức độ giảm phù tương đương với vớ nén, ngoài ra Hiệp hội các Bác sỹ Thực hành Tổng quát (National Association of General Practicioners - GP)tại Đức đã thực hiện một nghiên cứu về việc sử dụng aescin (Cao hạt dẻ ngựa) trong 5429 bệnh nhân suy giãn tĩnh mạch cũng cho ra kết quả mức độ giảm các triệu chứng như nặng chân, đau nhức, sưng phù chân, ngứa bắp chân đều giảm tới 70-80%. Mức độ tuân thủ điều trị khi sử dụng cao hạt dẻ ngựa cũng lên tới 95%, vượt trội hơn hẳn so với vớ nén.

## Hình ảnh

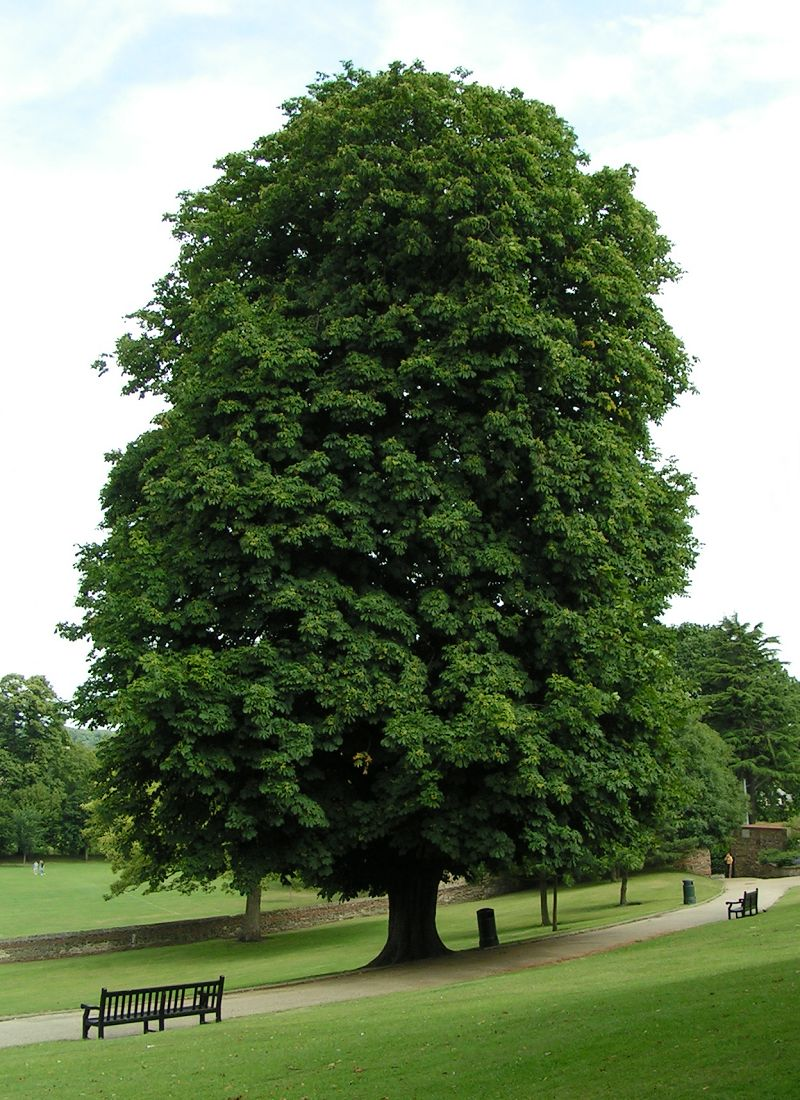
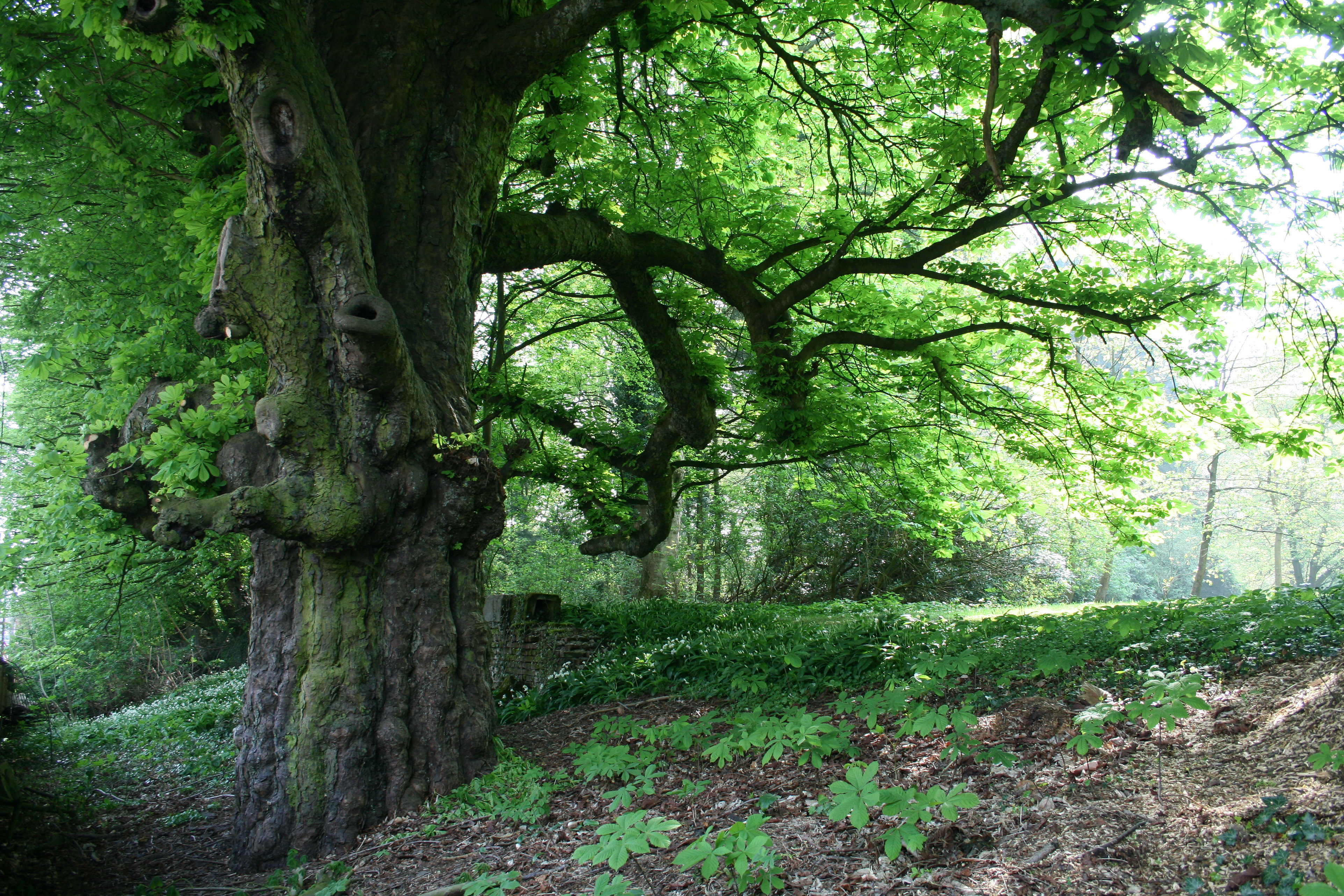
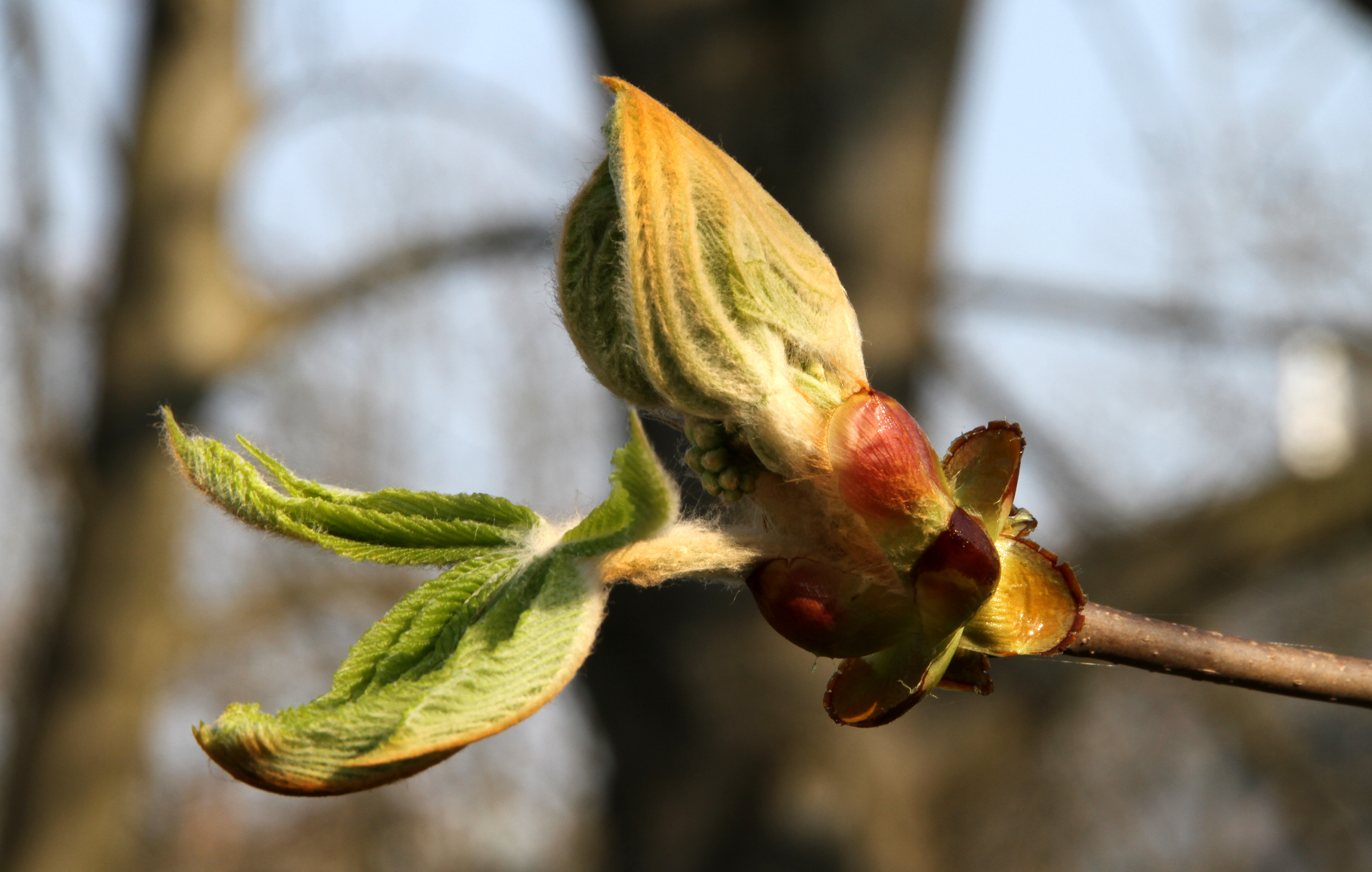
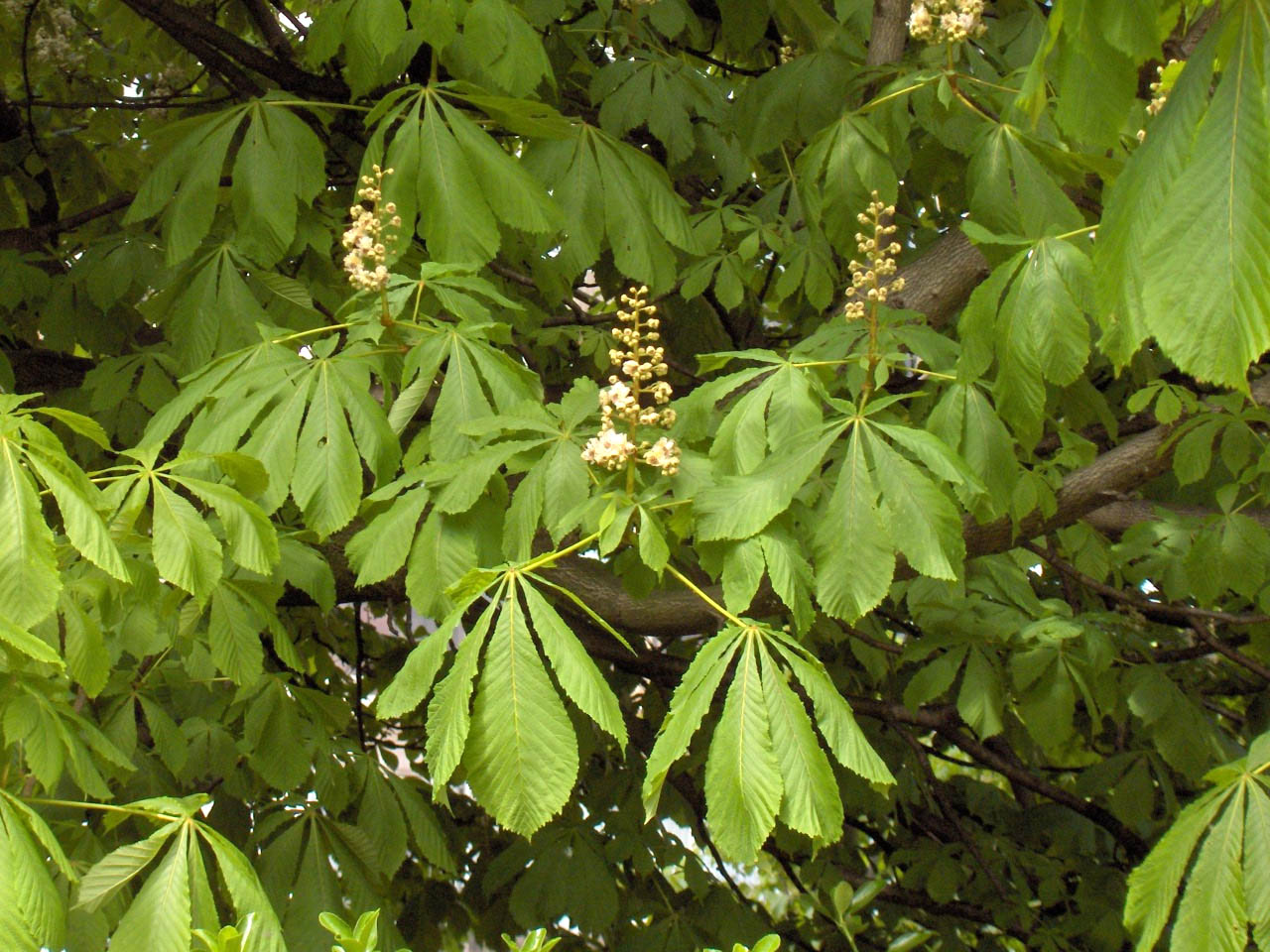
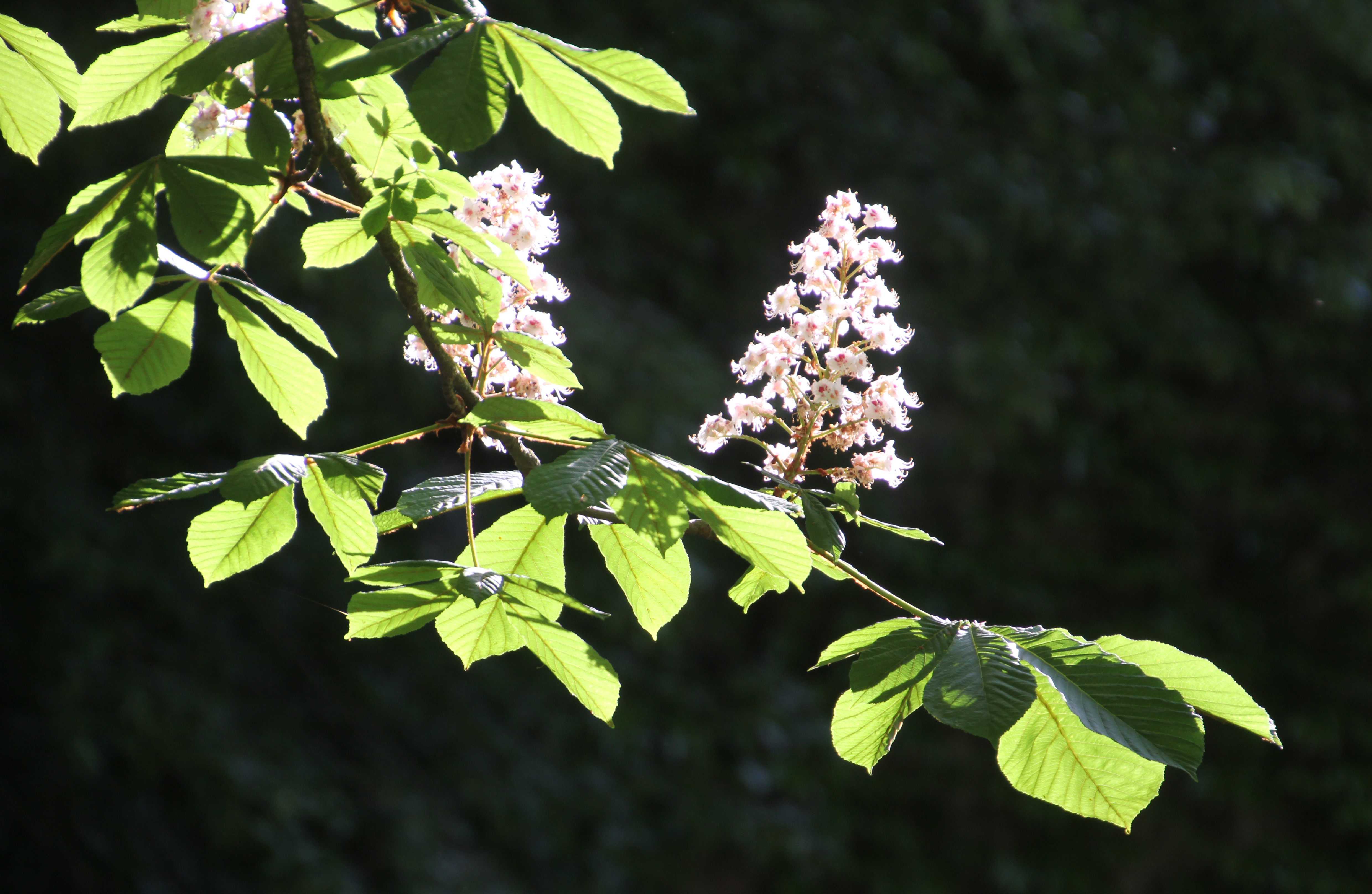
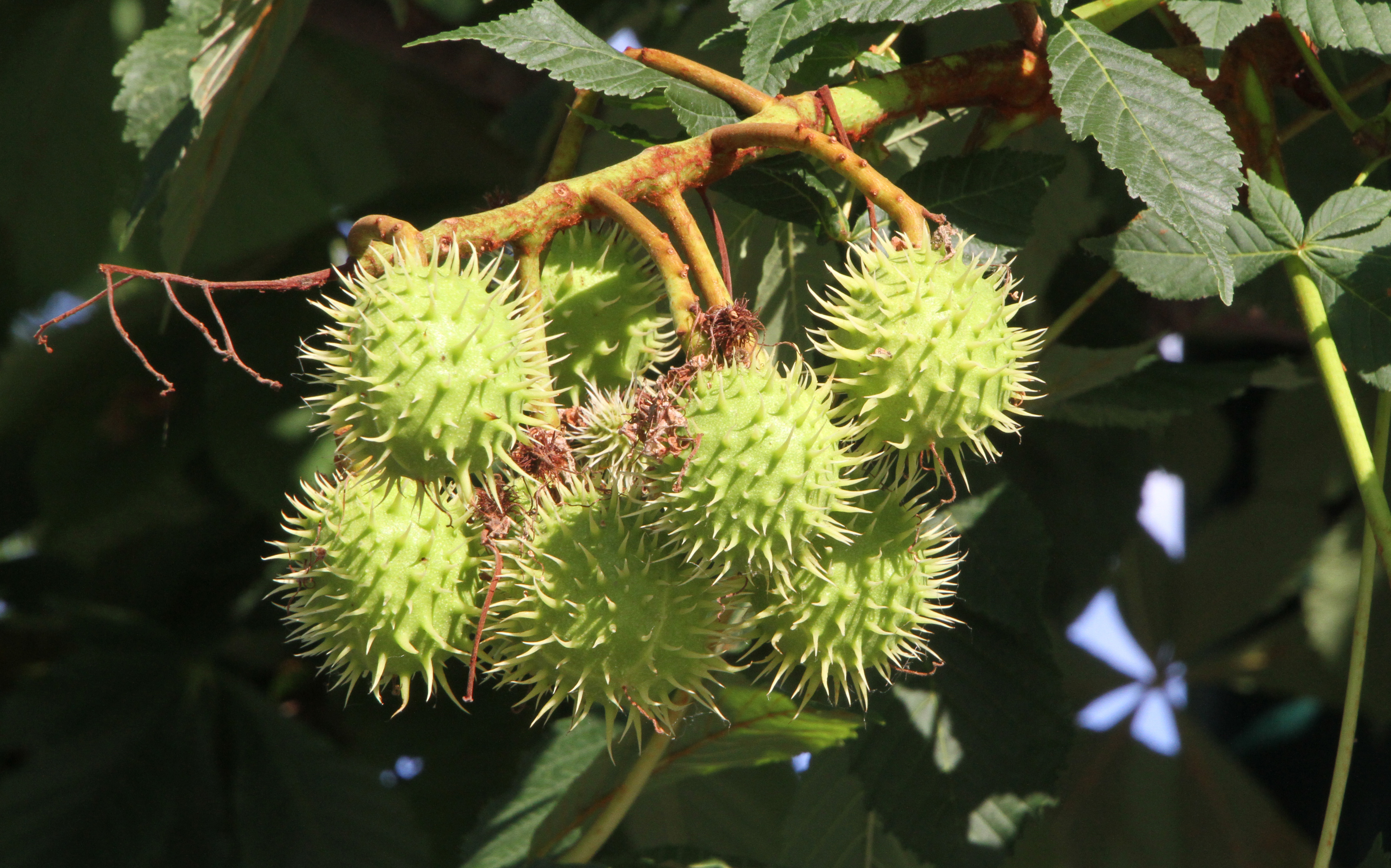
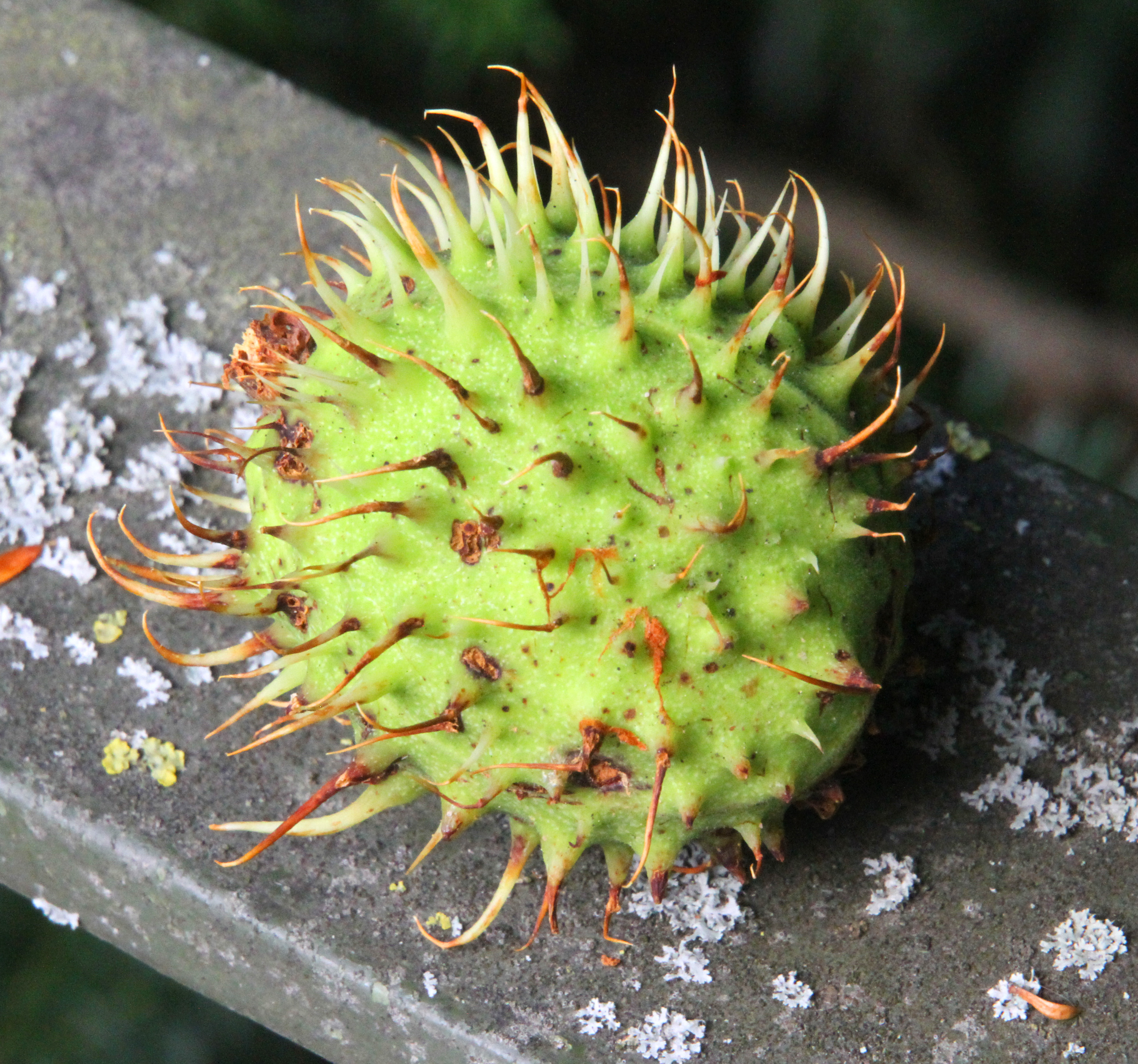
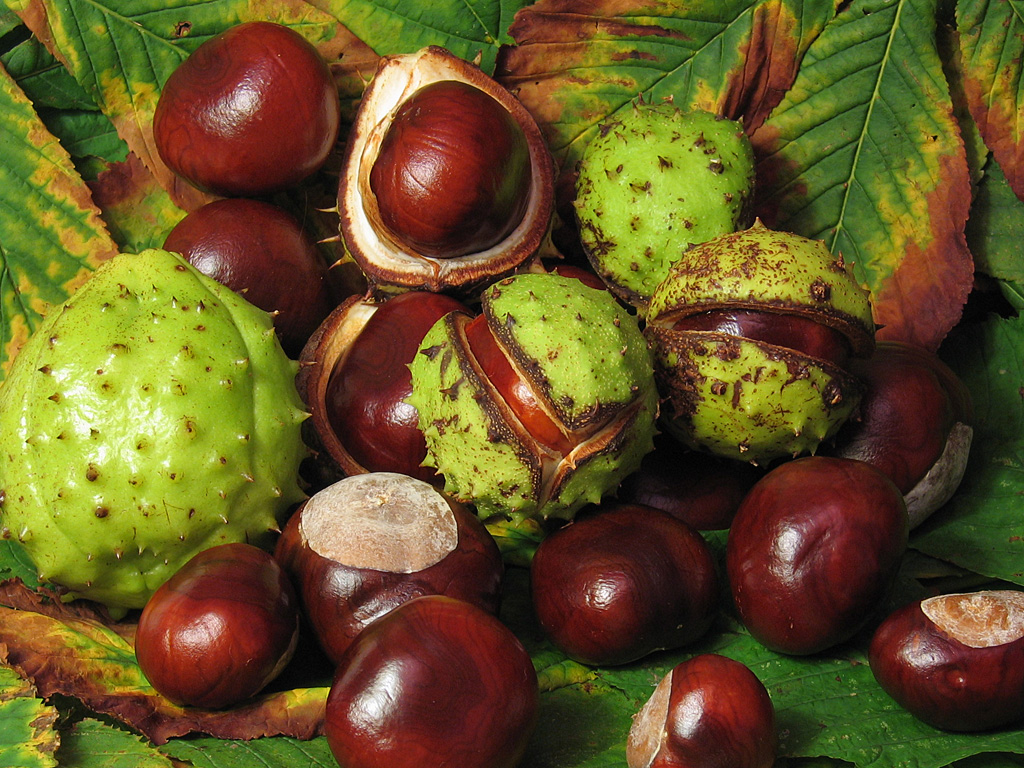